# ساحة لا ديفونس (مترو باريس)
ساحة لا ديفونس (بالفرنسية: Esplanade de La Défense)‏ هي محطة مترو تابعة لمترو باريس تقع في فرنسا في بوتو.[بحاجة لمصدر]

## معرض صور

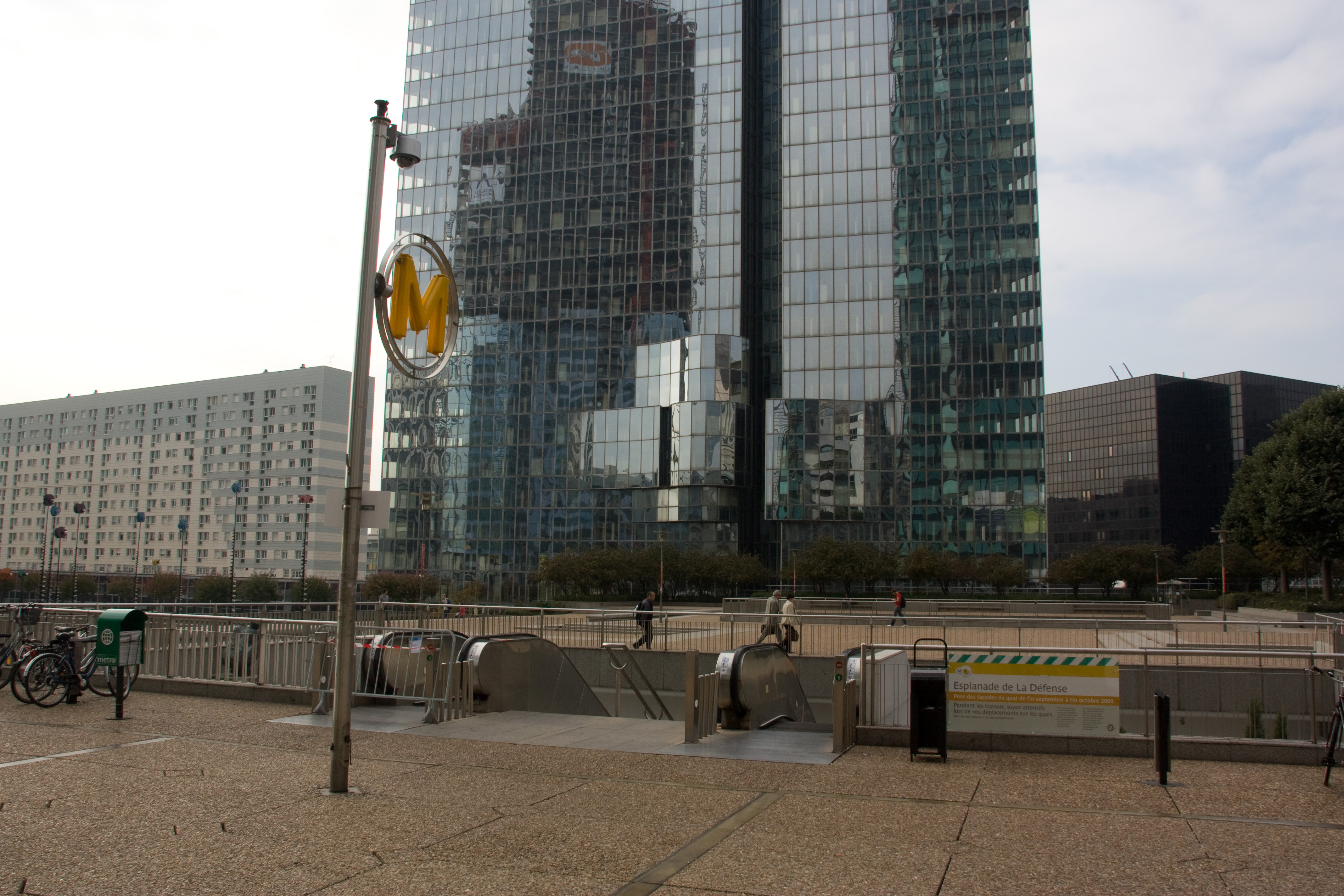
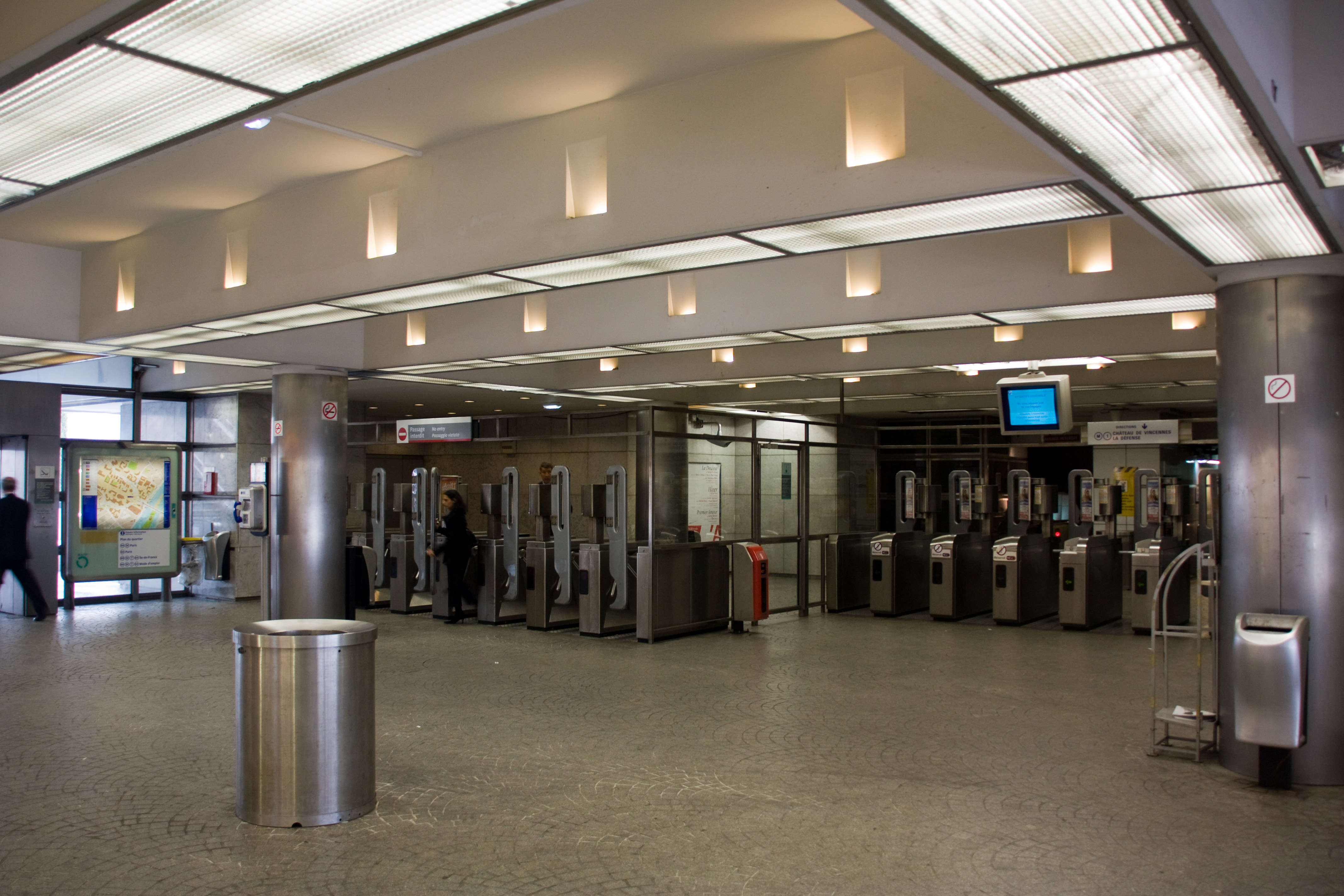
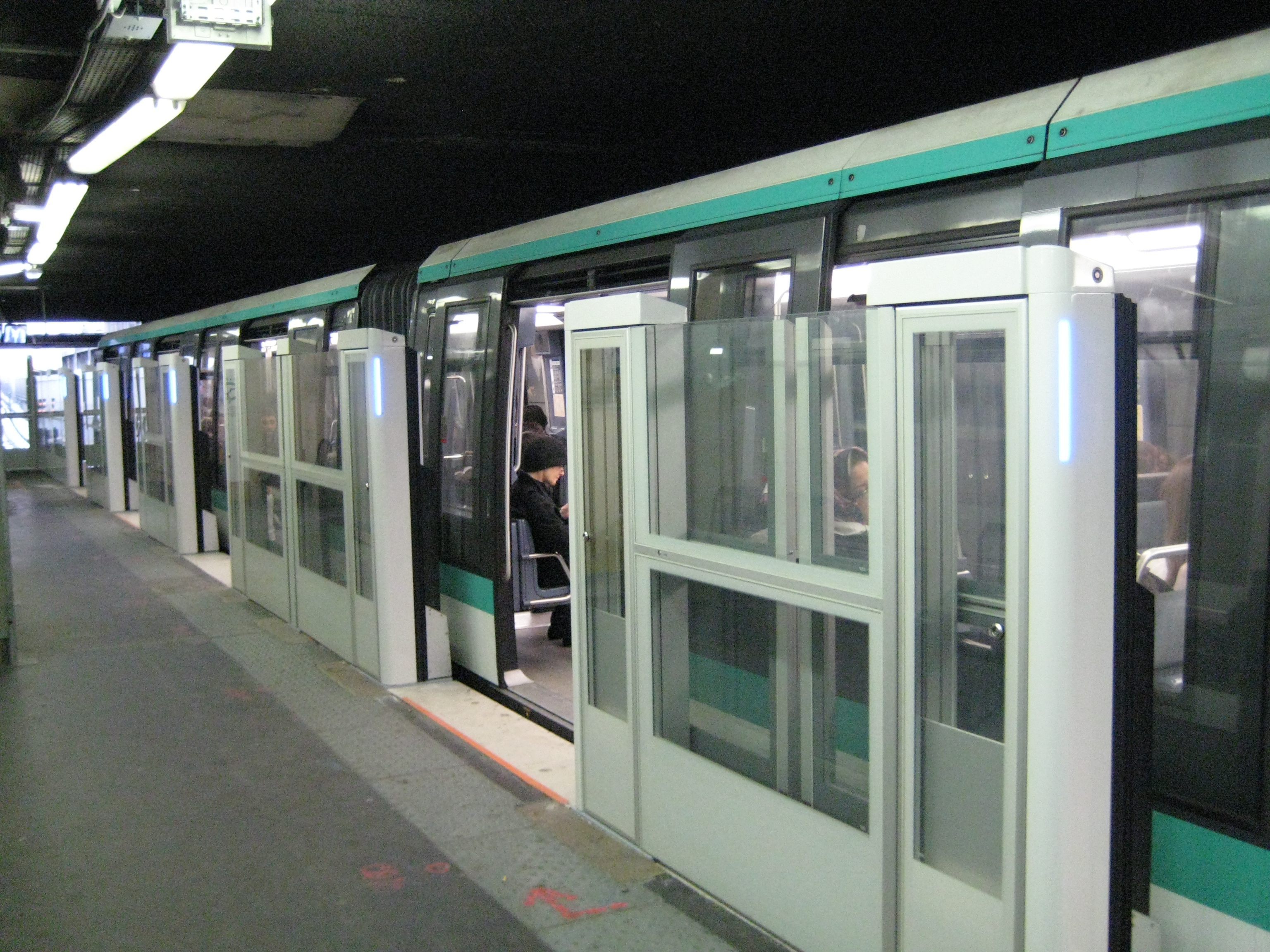
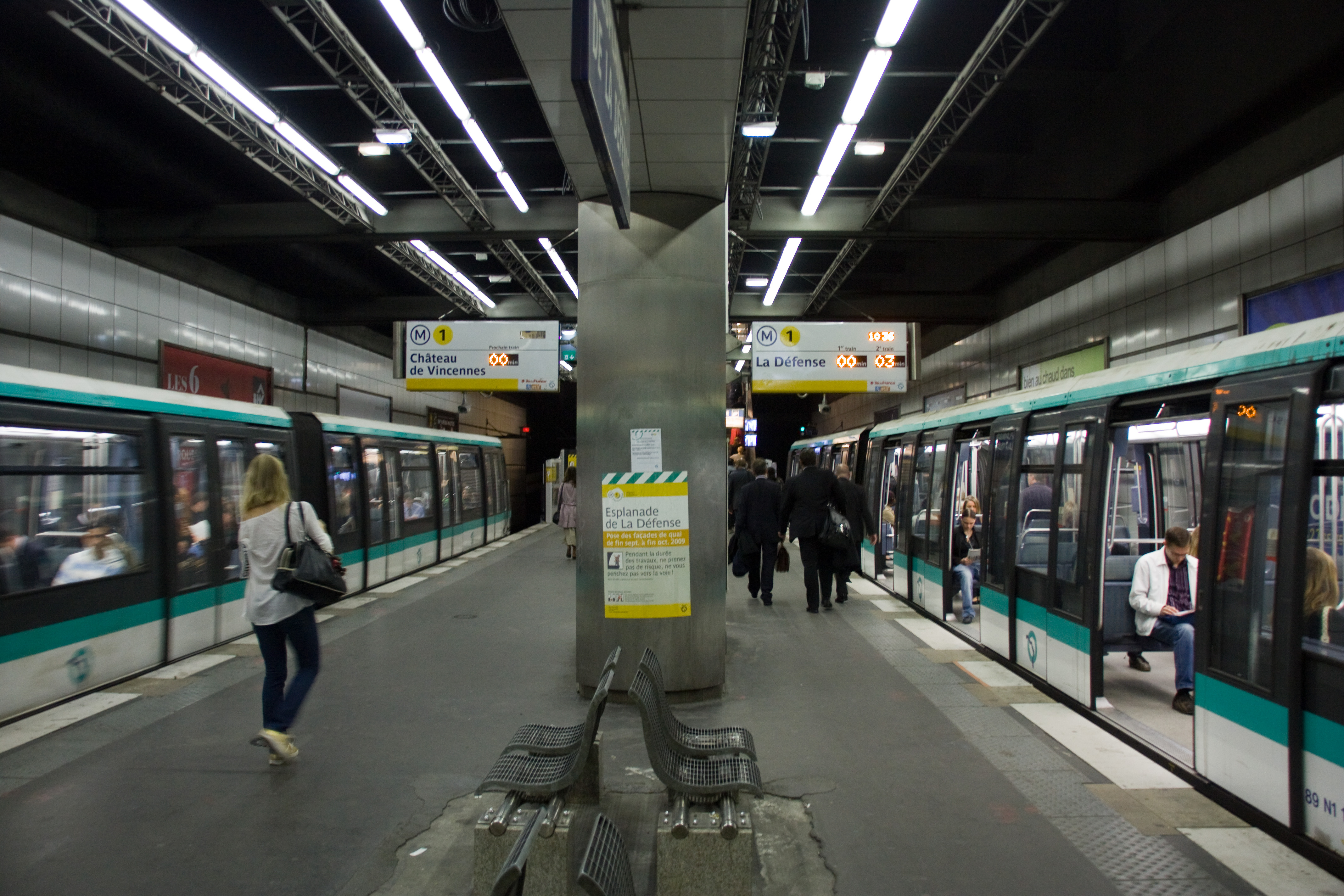
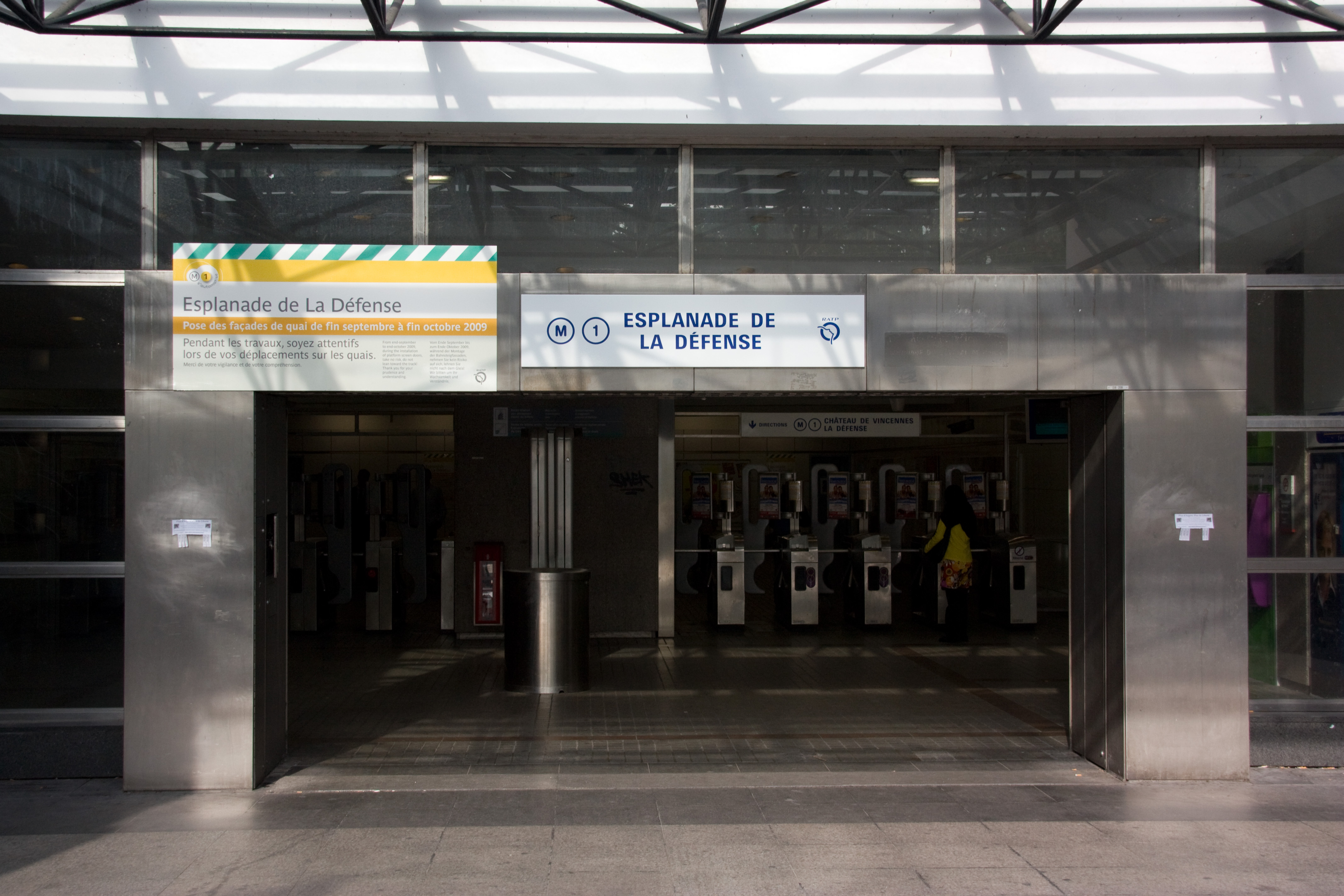
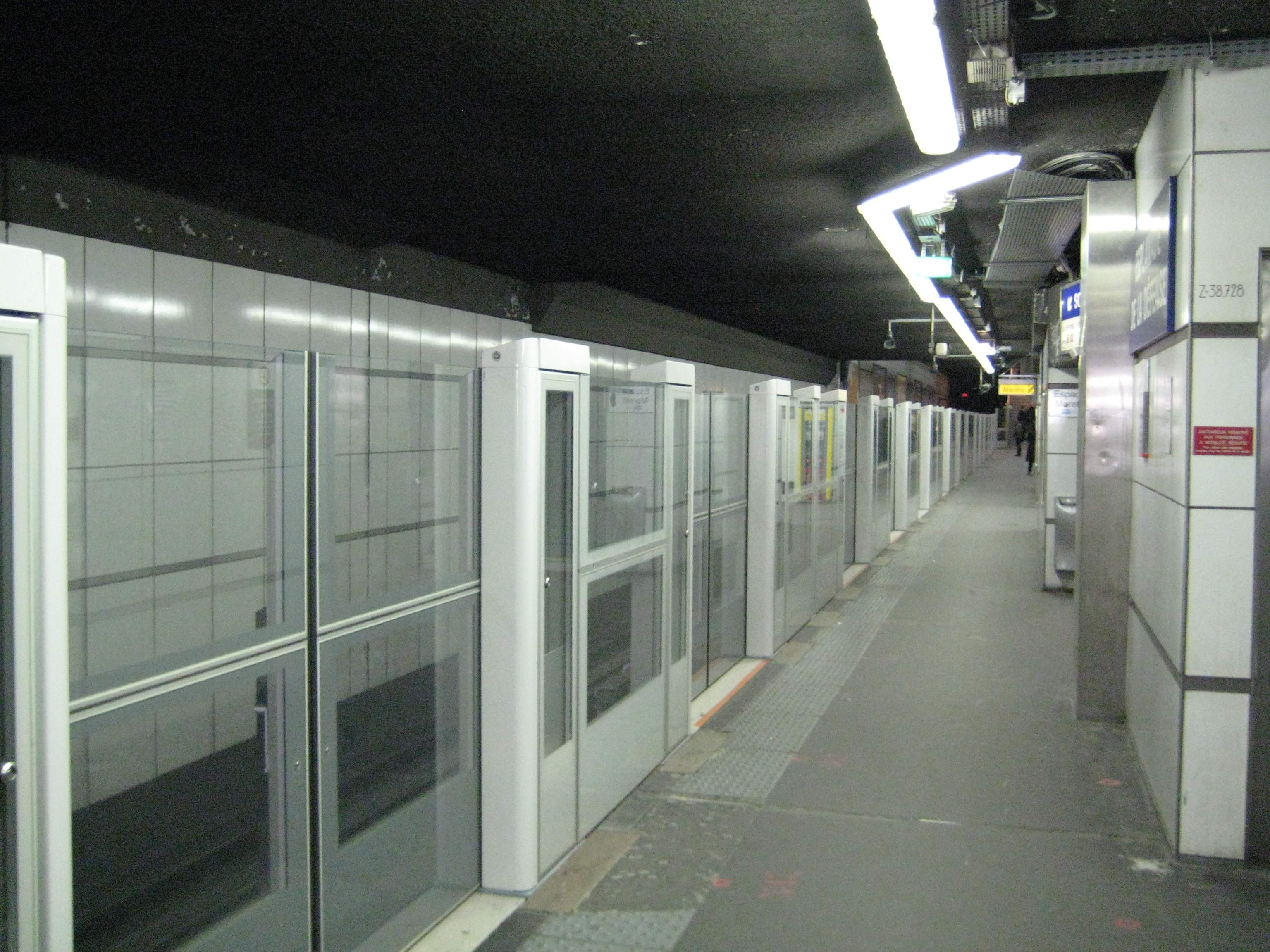